# Анохін Віктор Васильович
Віктор Васильович Анохін (19 жовтня 1923, Ставрополь-Кавказький — 21 травня 2004, Київ) — український науковець, інженер-технолог. Професор, доктор технічних наук, ректор Київського технологічного інституту легкої промисловості в 1967–1973 роках, академік Академії інженерних наук України.

## Біографія
Народився 19 жовтня 1923 року у місті Ставрополь-Кавказький (РРФСР). В роки радянсько-німецької війни, у березні 1944 року, добровольцем пішов на фронт, брав участь у відвоюванні України, звільненні Угорщини. Був рядовим різних частин: 50-го запасного стрілецького полку, 8-го Александрійського механізованого корпусу, 1672-го винищувального протитанкового полку. Виконував обов'язки орудійного[прояснити] номера. У листопаді 1944 року зазнав тяжкого поранення, через яке до квітня 1945 року перебував на лікуванні у військовому госпіталі.
Після закінчення війни вступив до Київського технологічного інституту легкої промисловості на хіміко-технологічний факультет, який закінчив в 1950 році з відзнакою. Подальше життя Віктора Васильовича було пов'язане з цим навчальним закладом. Спочатку вступив до аспірантури, потім пройшов шлях професійного зростання: асистент, старший викладач, доцент, завідувач кафедри, професор.

Могила Віктора Анохіна

В 1961 році його було призначено проректором з навчальної роботи інституту, а з 1967 по 1973 рік він був ректором КТІЛП. З 1967 по 1987 рік завідував кафедрою органічної хімії і хімії полімерів, а з 1988 по 1992 рік кафедрою технології переробки пластмас та пластполімерів.
Неодноразово обирався депутатом Київської міської ради. Донька — фізико-хімік, доктор хімічних наук Олена Іщенко (нар. 1958).
Помер у 80-річному віці 21 травня 2004 року. Похований разом з родиною в Києві на Байковому кладовищі (ділянка № 49б, 50°25′2.30″ пн. ш. 30°30′4.60″ сх. д. / 50.4173056° пн. ш. 30.5012778° сх. д.).

## Наукова діяльність
Автор 8 підручників, з яких два видання пройшов підручник «Хімія і фізико-хімія полімерів»; понад 300 наукових праць, 20 авторських свідоцтв.
Під його керівництвом захищено 3 докторські та 25 кандидатських дисертацій, проведено фундаментальні наукові дослідження у галузі хімії та фізико-хімії полімерів, технології шкіри та хутра.

## Нагороди, звання
Нагороджений орденами Червоної Зірки, Трудового Червоного Прапора, «Знак Пошани», Вітчизняної війни, відзнакою Президента України — орденом «За заслуги», багатьма медалями.
Заслужений діяч науки і техніки України, заслужений винахідник СРСР[джерело?].